# Mar Malade
Mar Malade ist ein Musikprojekt, an dem die Musiker Alexander Hauer und Michèl Martins Almeida beteiligt sind. Die Band wird dem Genre des Indie-Pop zugeordnet.

## Bandgeschichte
Die beiden Musiker kennen sich seit 2015 und machten häufig zusammen Musik, jedoch immer in unterschiedlichen Konstellationen. In der Zeit des durch die COVID-19-Pandemie bedingten Lockdowns fingen sie an zu experimentieren und gemeinsam Musik zu machen. Es entstand die Debüt-Single Cabriolet, die 2021 veröffentlicht wurde. Im digitalen Raum wurde die Musik lange von zwei Avataren in animierten Clips präsentiert. Weniger als ein Jahr nach der Veröffentlichung der ersten Single wurde das Debütalbum „MAR Malade“ angekündigt.
Nach der EP Postcards erschien im Sommer 2021 das Debütalbum MAR Malade. Seitdem gab es sogenannte Cassette-Sessions, bei dem Alexander Hauer und Michèl Martins Almeida gemeinsam mit Künstlern wie Fil Bo Riva, Kat Frankie oder Catt deren Songs neu interpretieren. Es folgten erste Festival Shows wie dem Dockville Festival oder den Rolling Stone Weekender sowie ein TV-Auftritt bei Inas Nacht. Im Herbst 2022 brachte Mar Malade ihre Musik im Rahmen ihrer ersten Headline Tour auf die Bühne. Die Jungle Tour führt unter anderem nach Wien, Berlin, Hamburg, Köln und Aarau.

## Bandname
Nach Aussagen der Musiker ergab sich der Bandname, weil ein Bandmitglied den gemeinsamen Dropbox-Ordner irgendwann in Mar Malade benannt hatte. Weitere Bedeutungen des Bandnamens sind das Wortspiel aus Mar (Meer) und Malade (krank) – also Seekrank bzw. „seasick“ und „Marmelade“ als etwas Süßes.

## Diskografie
Alben 
- 2021: MAR Malade
- 2023: Balloon
- 2025: Animals Crossing (Veröffentlichung geplant am 03.10.2025)

 EPs 
- 2021: Postcards
- 2025: Fatamorgana

 Singles 
- Cabriolet
- No Bird
- Mexiko
- Quickborn
- Postergirl[1]
- Jungle
- Monday
- Balloon
- Moonman
- Lonely
- I'm On A Tree
- Coco
- Balloon (version air française)
- Maria Monkey
- Broomdance
- Fatamorgana
- Peaches
- Fruit Machine
- Animal Crossing

Songcover
- Clocks (Original von Coldplay)
- Driving Home For Christmas (Mar Malade Version) (Original von Chris Rea)